# Synchroma
A Synchroma (a görög σύν, együtt és χρόμα, szín szavakból) tengeri sárgásmoszatok nemzetsége az Ochrophytina kládban 2 amőboid fajjal. A monotipikus Synchromaceae és Synchromales egyetlen ismert nemzetségeként a Picophagea, más néven Synchromophyceae klád tagja.
Kloroplasztiszkomplexei különböztetik meg, melyek közös membrán alatt lévő plasztiszokból állnak. Életciklusuk során a Synchroma-sejtek általában szesszilisek, és héj védi. A sejtek meroplazmódiumot alkothatnak retikulopódiumaik egyesítésével, vagy egymásba egyesülni képes vándorló amőbák lehetnek.

## Sejtszerkezet
Eukarióta algaklád ostor nélküli amőboid sejtekkel, melyek több klorofill a-t és c2-t, fukoxantint, violaxantint, anteraxantint, zeaxantint és β-karotint tartalmazó sárgászöld kloroplasztiszt tartalmaznak. Minden sejt 6–8 kloroplasztiszból álló plasztiszkomplexeket tartalmaz. A komplexekben a pigmentált plasztiszlebeneyek a középpontból sugároznak ki. Ezek lamellái longitudinálisan rendeződnek el azokat körülvevő övlamella nélkül. A komplex közepén a pigment nélküli pirenoidok szorosan egymás mellett vannak egy vezikulumban. A plasztiszokat 2 belső membrán határolja, a teljes plasztiszkomplexet 2 további, külső membrán határolja, a legkülső membrán a durva endoplazmatikus retikulum.

## Életciklus

### Szesszilis szakaszok és meroplazmódium
A Synchroma általában szesszilis amőba, átlagos átmérője 16 vagy 22 μm tenyésztési körülményektől függően. A sejttest sejtplazmaszálakon keresztül lapított gömbölyű héjhoz tapad, melynek átmérője 26 μm, ez a szubsztráthoz rögzül. Több szesszilis sejt meroplazmódiumot alkothat, mely közös retikulopódium-hálózattal rendelkezik,lehetővé téve tápanyagrészecskék befogását és szállítását. A szesszilis sejtek kettéhasadással ivartalanul szaporodhatnak.
Egy másik szesszilis életszakasza a ciszta. Ez erősen szemcsézett sejtplazmájú, retikulopódium nélküli gömbölyű sejt, melyet többrétegű sejtfal vesz körül. Ezt tekintik a Synchroma nyugvó fázisának, mely alkalmanként héjon belül lehet.

### Nem szesszilis szakaszok és aggregátumok
A szesszilis sejt osztódása után egy utódsejt a héjban marad, a másik a nyíláson keresztül kimegy, és vándorló amőbává válik. E héj nélküli sejtek alakja és mérete dinamikus, így eredeti hosszuk 5-szörösét is elérhetik. A szubsztráthoz rögzülve lapultak. Percek alatt elkezdhet lebegni a közegben, és napállatkákhoz hasonló alakot ölthet gömbölyű sejttesttel és 6–30 axopódiummal, melyek közül 1 vagy 2 rögzítheti a sejtet a szubsztráthoz. A lebegő sejtek visszaalakulhatnak mozgó amőbákká. Kis idő után az amőbák héjat képeznek, szesszilis sejtté válva.
A vándorló amőbák egyesülhetnek filopódiumaik, néhány sejt ektoplazmája, majd endoplazmája egyesülésével. Az egyesült sejtek héjképzéssel szesszilissé válhatnak. 2 sejt egyesülésekor kariogámia (ivaros szaporodás) történhet, és tetráddá differenciálódhatnak a sejtek, majd 3 vagy akár mind a 4 utódsejt kikerülhet a héjból. A nagy sejtaggregátumok akár 60 μm-esek is lehetnek.

## Ökológia
A Synchroma baktériumok és algák, például Phaeodactylum tricornutum fagocitózisával táplálkozik. Sejtplazmafonalai a zsákmánysejtekhez csatlakoznak, majd a sejttest felé mozognak, míg elérik a héjat, ahol a zsákmányt lebontja. A retikulopódiumok ezenkívül más sejtek plazmáját azok elölése nélkül is képesek felszívni.
E tengeri nemzetség életciklusa szesszilis és nem szesszilis szakaszokkal egyaránt rendelkezik, de szesszilis amőboid szakasza domináns. Feltehetően elsősorban szublittorális sziklákon él bentikus életet. A héj erős adhéziója a szubsztráthoz megvédheti a sejteket a partra kerüléstők.

## Evolúció
A Synchroma a sárgásmoszatok Picophagea (más néven Synchromophyceae) kládjának nemzetsége. A Synchroma plasztiszkomplexeinek eredete kérdéses. A Synchroma az egyetlen többplasztiszú sárgásmoszat, ahol a plasztiszok együtt, egy membránon belül vannak.

## Rendszertan
A Synchroma 2 ismert fajjal rendelkezik:
- Synchroma grande Schnetter in Horn et al. 2007[1]
- Synchroma pusillum Schnetter in Schmidt et al. 2012[2]